# Allium pseudowinklerianum
Allium pseudowinklerianum är en amaryllisväxtart som beskrevs av Reinhard M. Fritsch och Furkat Orunbaevich Khassanov. Allium pseudowinklerianum ingår i släktet lökar, och familjen amaryllisväxter. Inga underarter finns listade i Catalogue of Life.